# Долина Кувшинов

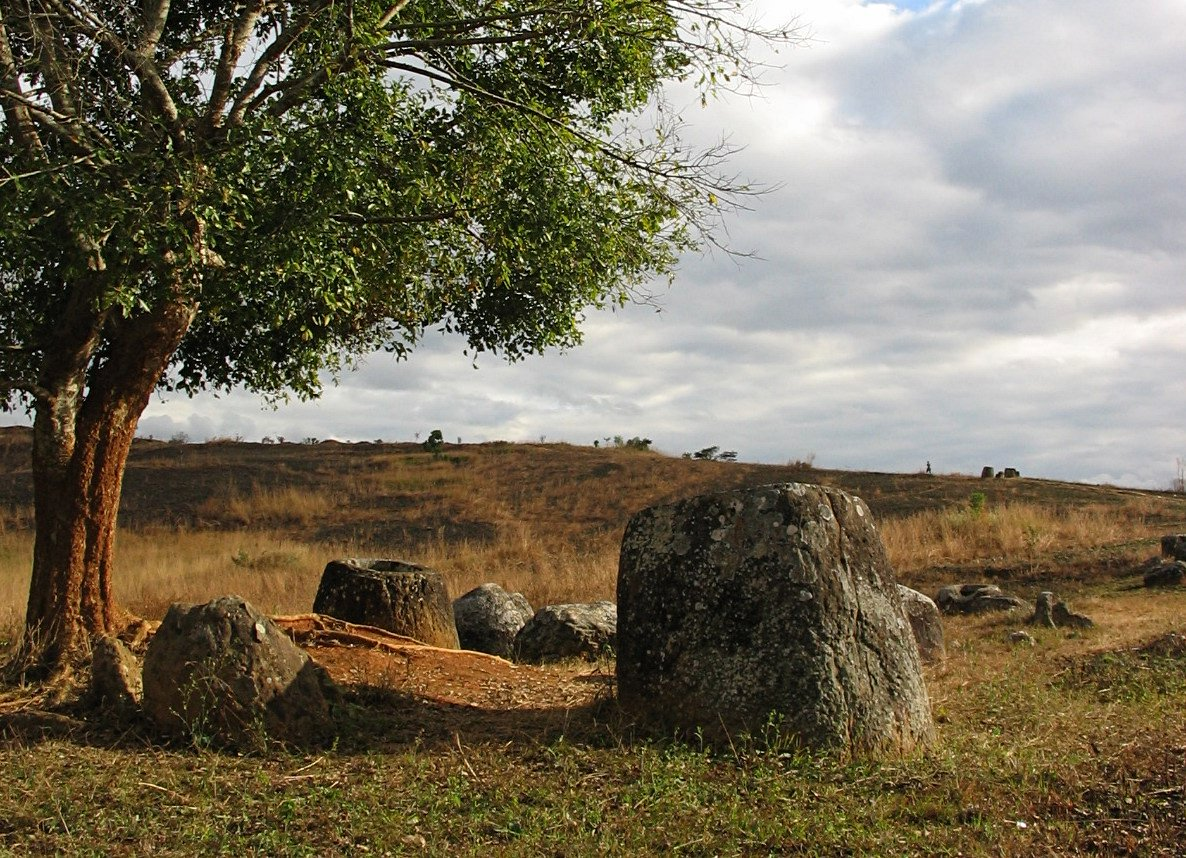
Первая площадка долины Кувшинов

Доли́на кувши́нов — группа площадок с историко-археологическими памятниками в Лаосе, в провинции Сиангкхуанг. В Долине кувшинов находятся тысячи больших каменных горшков, рассеянных у подножия Аннамского хребта, разделяющего Лаос и Вьетнам. В 2019 году Долине Кувшинов был присвоен статус Всемирного наследия ЮНЕСКО.
Размер горшков составляет от половины до трёх метров, их вес достигает 6000 килограммов, а возраст составляет предположительно от 1500 до 2000 лет. Изучение долины осложняется тем, что провинция Сиангкхуанг в 1970-х годах подвергалась массированным бомбардировкам со стороны американских ВВС во время так называемой Секретной войны. По этой причине значительная часть территории долины остается недоступной для туристов.

## Легенды и местные истории

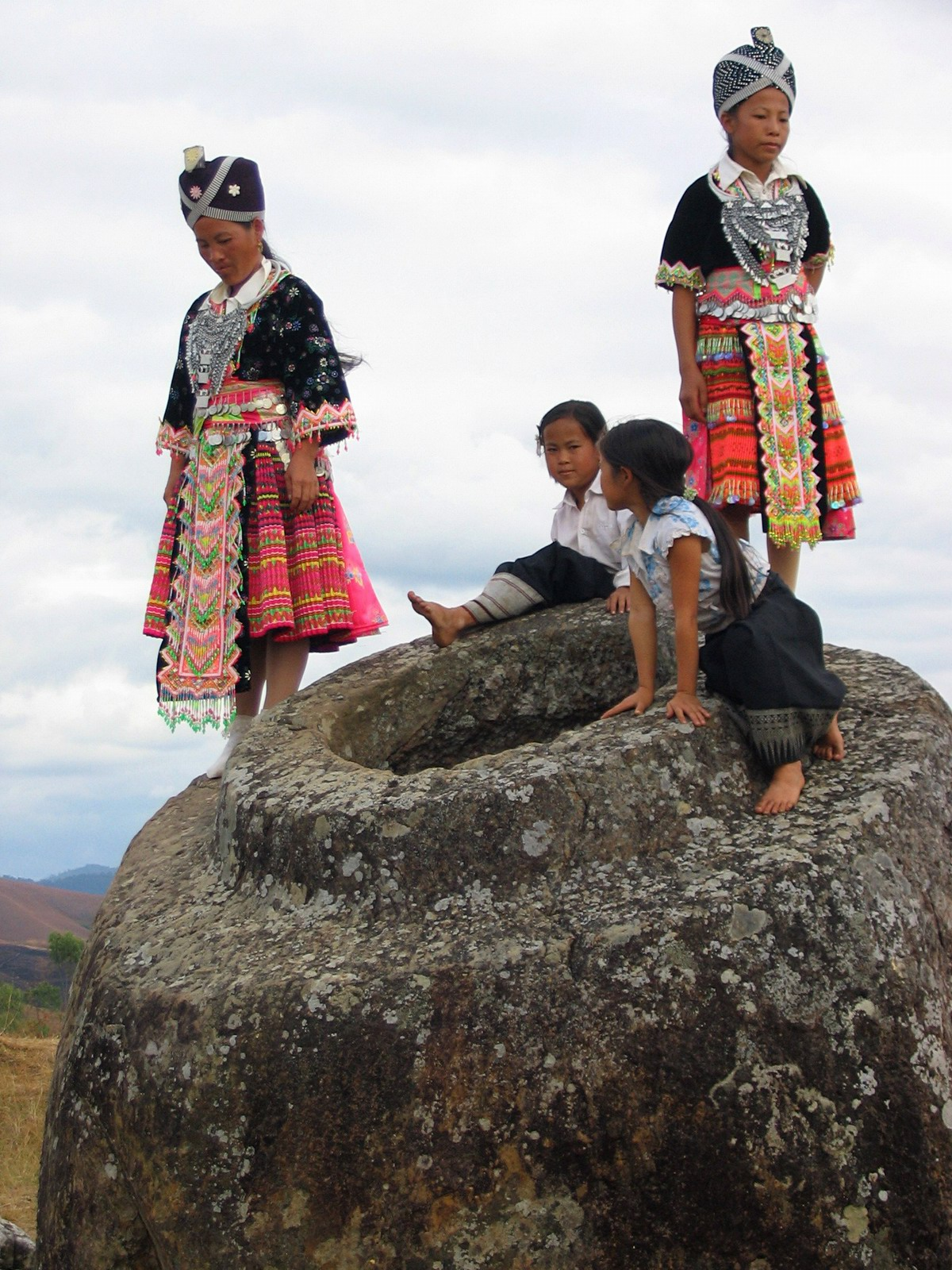
Девушки из народа мяо в Долине Кувшинов, первая площадка

По мнению археологов, кувшины использовались 1500—2000 лет назад древним народом, проживавшим в Юго-Восточной Азии, культура которого остаётся совершенно неизвестной. Материал датируется периодом от 500 до н. э. до 800 н. э. (предположительно археологическая культура Са-Хюинь). Антропологи и историки выдвигают предположения, что кувшины использовались либо как погребальные урны, либо для хранения воды.
Лаосские легенды говорят, что в этой долине жили великаны. Другие легенды говорят, что король Кхунг Чынг, одержав победу над врагами, приказал изготовить кувшины для приготовления большого количества рисового вина лао лао.
Первые археологические исследования провела Мадлен Колани из Франции в 1930-е годы. Она нашла в окрестности долины также пещеру с захоронениями и пеплом.
Во время гражданской войны американцы массированными бомбардировками разрушили пещеру, в долине осталось огромное количество неразорвавшихся снарядов. Столица провинции Сиангкхуанг была также полностью разбомблена, и лаосцы основали новую столицу в городе Пхонсаван. После войны исследования в долине стали ограниченными по причине риска нарваться на снаряды, которые до сих пор полностью не обезврежены.

## Площадки с кувшинами

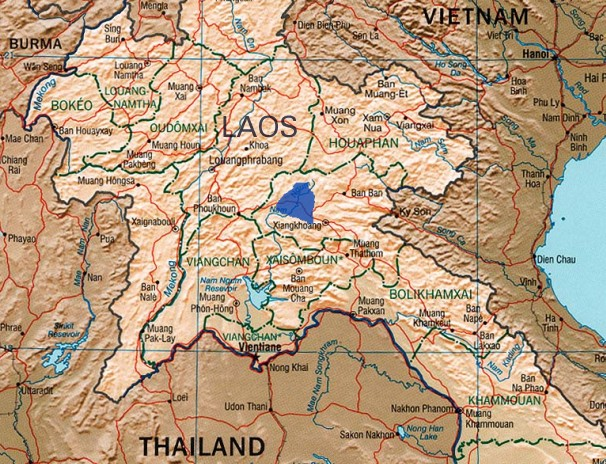
Карта расположения Долины Кувшинов на территории Лаоса

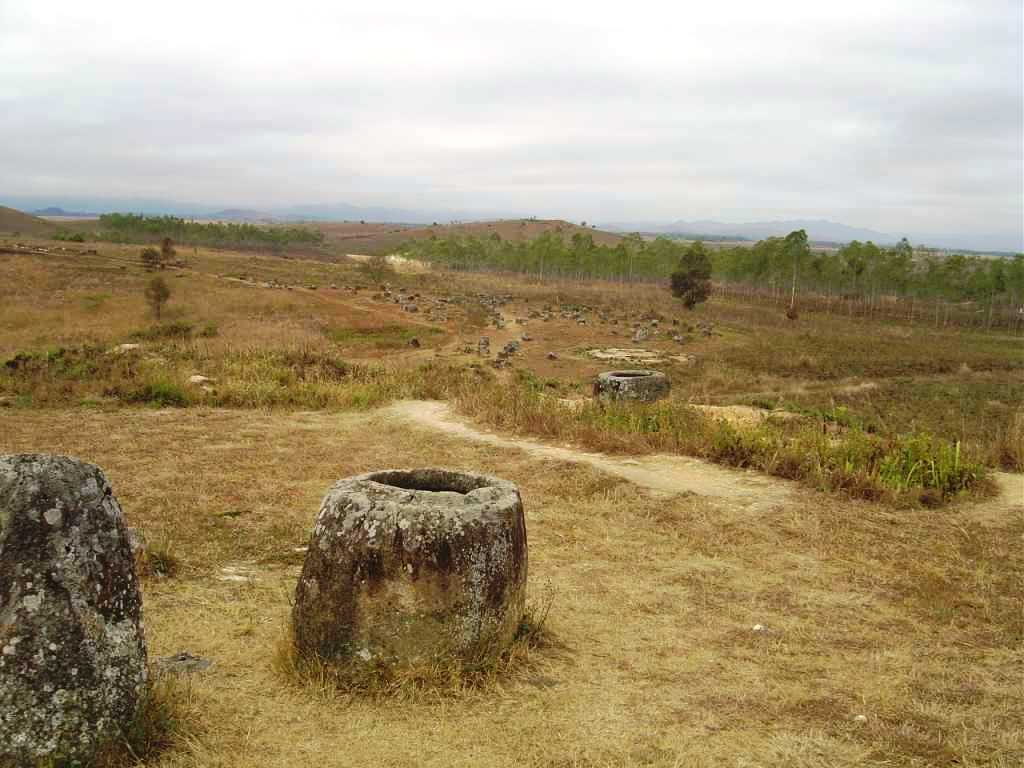
Первая площадка долины Кувшинов

На территории долины находится более 60 площадок с кувшинами, большинство из которых приходятся на провинцию Сиангкхуанг. Подобные площадки имеются также в Таиланде и в северной Индии. В Индии найдены также похожие захоронения. Площадки с кувшинами вытянуты вдоль одной линии, что наводит на предположение о наличии древнего торгового пути, который обслуживался площадками с кувшинами.
Размеры кувшинов — от одного до трёх метров, форма — прямоугольная или круглая, находятся также диски, которые могут служить крышкой. Используются для изготовления скальные породы, гранит, песчаник или кальцинированный коралл.
Самая большая группа кувшинов недалеко от города Пхонсаван называется Первой площадкой, она содержит около 250 горшков разного размера. Так как кувшины лежат среди неразорвавшихся снарядов, только три площадки открыты для посетителей, посещение других площадок считается опасным.
Кости, инструменты, бронзовые предметы, найденные Колани, привели её к выводу, что кувшины использовались для похорон.
Исследователям удалось пролить свет на технологию изготовления кувшинов, были найдены тонкие каменные пластины, которые могли служить инструментами.

## Применение кувшинов

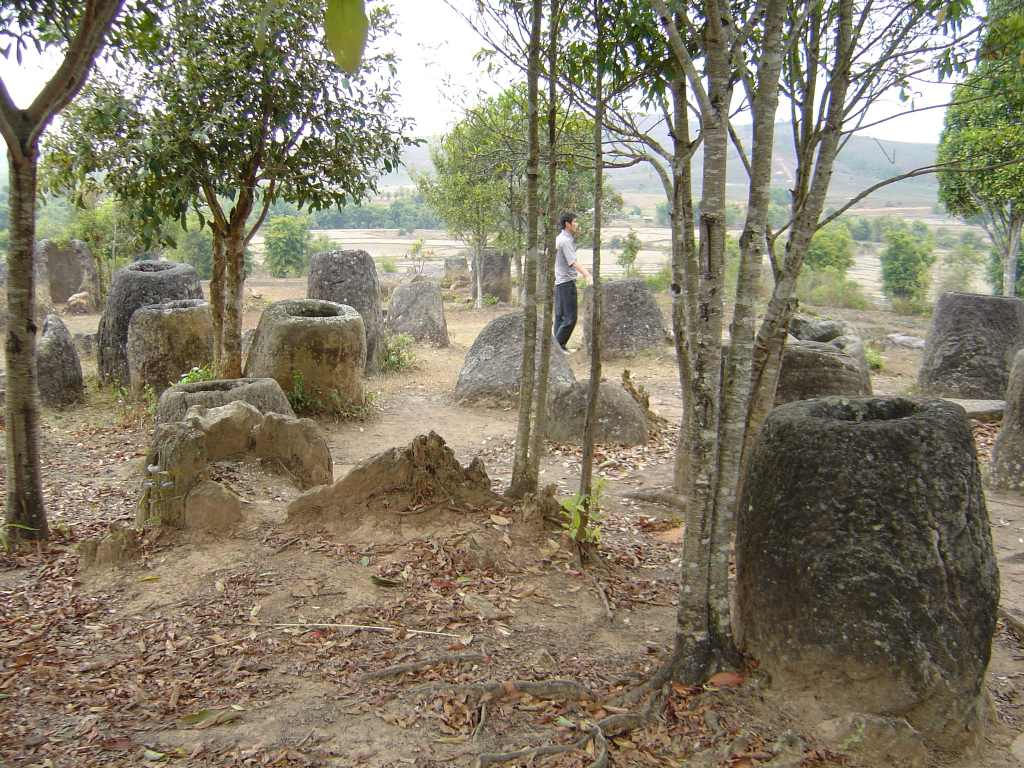
Третья площадка долины Кувшинов

Мадлен Колан нашла также печи со следами копоти, и высказала предположение о том, что кувшины использовались для похоронных ритуалов.
Другие исследователи считают, что кувшины использовались для хранения продуктов и различных веществ.
Распространено также предположение, что в кувшинах собиралась дождевая вода для обеспечения торговых караванов.

## Современная ситуация
Сейчас только ограниченное число площадок открыто для посещения, поэтому полноценное исследование долины затруднительно. Иногда исследователи пренебрегают запретами, что приводит к опасным инцидентам с неразорвавшимися снарядами.
Лаосцы пытаются получить для Долины кувшинов статус Всемирного наследия ЮНЕСКО. Очистка долины от снарядов является важным условием для развития туризма и возможности исследований.
За очистку долины от мин взялась неправительственная организация Mines Advisory Group, начиная с июля 2004 года. По ситуации на июль 2005 года они очистили в значительной мере три основных площадки. Они организуют регулярные взрывы каждую пятницу, сейчас их деятельность завершается.
Активно принялось за изучение Долины Кувшинов Министерство Информации и Культуры Лаоса при поддержке австралийских университетов. Существенные исследования провела бельгийский археолог Джулия ван-ден-Берг (нидерл. Julie Van Den Bergh), которая провела в долине четыре года.